# 什字街镇
什字街镇，是中华人民共和国辽宁省营口市盖州市下辖的一个乡镇级行政单位。

## 行政区划
什字街镇下辖以下地区：
于屯村、李屯村、牌坊村、侯家沟村、辛家屯村、邹屯村、田屯村、日丰村、什字街村、高台子村、邢家沟村、马屯村、柳屯村、松山峪村、鹰嘴石村和鞍山峪村。